# Cupa României 1999/2000
Der Cupa României in der Saison 1999/2000 war das 62. Turnier um den rumänischen Fußballpokal. Sieger wurde zum achten Mal Dinamo Bukarest, das sich im Finale am 13. Mai 2000 gegen Universitatea Craiova durchsetzen konnte. Da Dinamo auch die Meisterschaft für sich entscheiden konnte, qualifizierte sich Uni Craiova für den UEFA-Pokal. Titelverteidiger Steaua Bukarest war bereits im Achtelfinale ausgeschieden.

## Modus
Die Klubs der Divizia A stiegen erst in der Runde der letzten 32 Mannschaften ein. Im Achtel- und Viertelfinale fanden alle Spiele auf neutralem Platz statt. Es wurde jeweils nur eine Partie ausgetragen, das Halbfinale wurde in Hin- und Rückspiel entschieden. Fand nur eine Partie statt und stand diese nach 90 Minuten unentschieden oder konnte in beiden Partien unter Berücksichtigung der Auswärtstorregel keine Entscheidung herbeigeführt werden, folgte eine Verlängerung von 30 Minuten. Falls danach noch immer keine Entscheidung gefallen war, wurde die Entscheidung im Elfmeterschießen herbeigeführt.

## Sechzehntelfinale
| Datum              |                              | Ergebnis              |                       |
| ------------------ | ---------------------------- | --------------------- | --------------------- |
| 21. September 1999 | Hondor Agigea                | 1:1 n. V. (3:4 i. E.) | Rapid Bukarest        |
|                    | West Petrom Arad             | 0:1                   | Steaua Bukarest       |
|                    | AS Curtea de Argeș           | 0:3                   | FC Național Bukarest  |
|                    | Inter Petrila                | 1:3                   | Astra Ploiești        |
| 22. September 1999 | Vrancart Adjud               | 0:1                   | CSM Reșița            |
|                    | Telecom Arad                 | 1:3                   | Universitatea Craiova |
|                    | Petrolul Berca               | 3:2 n. V.             | FC Farul Constanța    |
|                    | FC Brașov                    | 4:1                   | FC Onești             |
|                    | Tractorul Brașov             | 1:4                   | Dinamo Bukarest       |
|                    | Cimentul Fieni               | 1:2 n. V.             | Oțelul Galați         |
|                    | Metalul Filipeștii de Pădure | 0:1                   | Petrolul Ploiești     |
|                    | Ceahlăul Piatra Neamț        | 4:1                   | FC Extensiv Craiova   |
|                    | Foresta Suceava              | 1:2 n. V.             | FC Argeș Pitești      |
|                    | Progresul Șomcuta Mare       | 0:1 n. V.             | FCM Bacău             |
|                    | Oțelul Ștei                  | 0:3                   | AS Rocar Bukarest     |
|                    | Pandurii Târgu Jiu           | 1:2 n. V.             | Gloria Bistrița       |

## Achtelfinale
| Datum            |                       | Ergebnis  |                       | Ort      |
| ---------------- | --------------------- | --------- | --------------------- | -------- |
| 12. Oktober 1999 | Rapid Bukarest        | 1:0       | Gloria Bistrița       | Brașov   |
|                  | FCM Bacău             | 1:0       | Ceahlăul Piatra Neamț | Iași     |
|                  | Universitatea Craiova | 1:0       | Steaua Bukarest       | Pitești  |
|                  | FC Național Bukarest  | 4:2       | FC Brașov             | Plopeni  |
| 13. Oktober 1999 | Petrolul Berca        | 0:2       | Petrolul Ploiești     | Berca    |
|                  | Dinamo Bukarest       | 3:1       | AS Rocar Bukarest     | Bukarest |
|                  | Oțelul Galați         | 2:1 n. V. | Astra Ploiești        | Buzău    |
|                  | CSM Reșița            | 3:1       | FC Argeș Pitești      | Caracal  |

## Viertelfinale
| Datum             |                       | Ergebnis  |                      | Ort            |
| ----------------- | --------------------- | --------- | -------------------- | -------------- |
| 10. November 1999 | Dinamo Bukarest       | 3:1       | FC Național Bukarest | Bukarest       |
|                   | Rapid Bukarest        | 2:1 n. V. | FCM Bacău            | Buzău          |
|                   | Universitatea Craiova | 1:0       | Petrolul Ploiești    | Râmnicu Vâlcea |
|                   | Oțelul Galați         | 2:1       | CSM Reșița           | Sibiu          |

## Halbfinale
Die Hinspiele fanden am 15. März 2000, die Rückspiele am 12. April 2000 statt.
|                       | Gesamt |                 | Hinspiel | Rückspiel |
| --------------------- | ------ | --------------- | -------- | --------- |
| Oțelul Galați         | 1:5    | Dinamo Bukarest | 0:2      | 1:3       |
| Universitatea Craiova | 3:2    | Rapid Bukarest  | 2:0      | 1:2       |

## Finale
| Paarung               | Dinamo Bukarest – Universitatea Craiova |
| Ergebnis              | 2:0 (1:0) |
| Datum                 | 13. Mai 2000 |
| Stadion               | Nationalstadion, Bukarest |
| Zuschauer             | 55.000 |
| Schiedsrichter        | Sorin Corpodean (Ocna Mureș) |
| Tore                  | 1:0 Marius Niculae (30.) 2:0 Cătălin Hâldan (89.) |
| Dinamo Bukarest       | Ștefan Preda, Giani Kiriță, Valentin Năstase, Gheorghe Mihali, Daniel Florea, Florentin Petre (90. Cornel Buta), Cătălin Hâldan, Ioan Lupescu, Daniel Iftodi, Adrian Mihalcea (69. Ion Mara), Marius Niculae (89. Claudiu Drăgan) Cheftrainer: Cornel Dinu                 |
| Universitatea Craiova | Florin Prunea, Flavius Stoican, Cosmin Bărcăuan, Florin Bătrânu, Corneliu Papură (68. Robert Vancea), Ionuț Dragomir (57. Ștefan Grigorie), Marius Sava, Silvian Cristescu, Cornel Frăsineanu, Alin Vigariu (82. Eugen Neagoe), Claudiu Niculescu Cheftrainer: Emil Săndoi |